# كودي هودجز
كودي هودجز (بالإنجليزية: Cody Hodges)‏ هو لاعب كرة قدم أمريكية أمريكي، ولد في 20 نوفمبر 1982 في هيرفورد في الولايات المتحدة.

## وصلات خارجية
- كودي هودجز على موقع كلية كرة القدم في سبورتس رفرنس.كوم (الإنجليزية)